# Alberto Suppici
Alberto Horacio Suppici pseudonim il Profesor (ur. 20 listopada 1898 w Colonia del Sacramento, zm. 21 czerwca 1981 w Montevideo), urugwajski trener piłkarski.
Szkoleniowiec mistrzów świata z 1930. Tuż przed finałami wyrzucił z zespołu - za naruszenie dyscypliny - bramkarza Andrésa Mazaliego, dwukrotnego mistrza olimpijskiego. W rodzinnej miejscowości znajduje się stadion jego imienia.